# Chthonius ruffoi
Chthonius ruffoi är en spindeldjursart som beskrevs av Lodovico di Caporiacco 1951. Chthonius ruffoi ingår i släktet Chthonius och familjen käkklokrypare. Inga underarter finns listade i Catalogue of Life.